# Almacenes Tía

Tiendas Industriales Asociadas S.A Tía S.A (Tía S.A) est une chaine d'hypermarchés sud-américaine créée en 1940 à Bogota en Colombie, actuellement présente en Équateur et Uruguay avec plus de 450 points de vente.

## Histoire
Tía S.A trouve ses racines dans la chaine de supermarché Te-Ta qui fut fondée par Federico Deutsch et Karel Steuer à Prague, en Tchécoslovaquie, dans les années 1920, et qui par la suite s'est étendue à la Yougoslavie et la Roumanie. Les fondateurs, forcés par la Seconde Guerre mondiale ont émigré en 1939 en Amérique du Sud, laissant tout derrière eux et s'installant à Bogota, en Colombie où ils ont re-fondé une chaine de supermarchés en 1940 sous la marque Tia, qu'ils ont ensuite étendue à l'Argentine, l'Équateur, le Pérou et l'Uruguay sous la marque Tía et différentes autres marques.

La vague de migrants européens des années 1930 a conduit en Colombie les familles européennes Steuer et Deutsch, qui se sont lancés dans l'entreprise de créer un magasin où les clients trouveraient tout ce dont ils auraient besoin sans avoir à aller dans différents magasins. L'idée de créer un magasin semblable à ceux qui existaient en Europe centrale a été matérialisée le 14 octobre 1940, avec l'ouverture du premier magasin Tia en Colombie, dans la rue "carrera Séptima, entre las calles 17 y 18", en plein cœur de Bogotá. Les citoyens de Bogotá n'ont dès lors plus eu besoin de faire leurs achats dans les cinq ou six magasins différents, ou de demander des réductions de prix ; chez Tía ils trouveraient tout ce dont ils auraient besoin sous un même toit, à des prix fixes, et parmi les plus bas de la ville. À l'époque, il y avait des magasins spécialisés, mais il n'y avait pas de concept de supermarché, lequel a été introduit en Colombie par les magasins Tía.

En Équateur, Tia SA a été fondée le 29 novembre 1960 a Guayaquil à l'intersection des rues Luque 122 et Chimborazo, introduisant de manière inédite de la même manière qu'en Colombie, Uruguay, et Argentine, le concept de supermarché. Elle rencontre depuis une décennie une importante croissance qui a contribué à en faire la chaîne de supermarché à la part de marché la plus importante d'Équateur, générant un chiffre d'affaires en 2017 avoisinant un milliard et demi de dollars.
En Uruguay, la division de Tía S.A. s'appelle Ta-Ta S.A et a été fondée le 13 juin 1956. Ta-Ta SA rencontre également depuis une décennie une importante croissance, et a acquis la chaîne de supermarché Uruguayenne Multi Ahorro à la fin de 2012 et est depuis devenu la plus importante chaîne de supermarché d'Uruguay avec des hypermarchés situés dans tous les départements du pays, avec plus de 35 % du marché. Ta-Ta S.A a par ailleurs fondé en Uruguay en 2014 BAS, une grandissante chaîne de magasins de prêt-à-porter,  et acquit en 2018 WoOw.com.uy, la plateforme leader du commerce en ligne en Uruguay, afin de capitaliser sur les importantes synergies qu'offre l'incorporation de woOw, et de continuer son expansion dans le secteur du commerce en ligne.
La filiale argentine, fondée en 1946 à Buenos Aires, a été vendue à la chaine de supermarché Carrefour en 1999 dans une transaction se montant à 630 millions de dollars, et a été renommée dans un premier temps « Norte » puis Carrefour. Les filiales péruvienne et colombienne ont également été vendues après des évolutions médiocres sur leurs marchés respectifs.

## Formats et marques
Tía S.A dans son expansion a développé et acquis plusieurs formats et marques, et se divise selon les pays de la manière suivante:
- Équateur

Tía, Super Tía, Tía Express, Plaza Tía, MULTIAHORRO, MAGDA, Tia.com.es (futur supermarché en ligne)
- Uruguay

TA-TA, Tata.com.uy (supermarché en ligne) Multi Ahorro, Multiahorro.com.uy (magasin en ligne de produits électroniques et autres)

## Vente de la filiale argentine
Jusqu'en 1999, Casa Tia (la filiale argentine) appartenait, à travers la société D&S (Deutsch y Steuer) étant la société mère de Tia S.A., à parts égales à Andrew Deutsch, fils de Frederico Deutsch, et à l'homme d'affaires et politicien argentin né en Colombie, Francisco de Narváez, et sa famille, petits-enfants de l'autre fondateur, Karel Steuer.
Après avoir repris la direction de la filiale argentine de Tía SA, Francisco licencia 3500 des 5000 employés. Lors d'une conférence présentée à l'Université de Harvard, il a déclaré; la plupart des gens que j'ai licenciés avaient plus de 25 ans d'expérience chez Tía SA. Au total, je me suis défait de 5000 années d'expérience. L'université américaine Harvard a publié une étude sur la vente de la division Argentine de Tía SA par Francisco de Narváez.
En 1999, Exxel, un fonds d'acquisition constitué par des investisseurs nord-américains, et Promodes, la deuxième plus grande chaîne de supermarchés en France à cette époque avant de fusionner avec Carrefour, a racheté pour 630 millions de dollars la division Argentine de Tía SA comptant 61 magasins.

## Réouverture de la filiale argentine
Carlos de Narvaez, et son frère, le Colombien naturalisé argentin homme d'affaires et politicien Francisco de Narváez, deux des petits-fils de l'un des fondateurs et propriétaires partiels de Tia SA, veulent réimplanter la chaine en Argentine. À la mi-2009, ils ont racheté la marque argentine à Carrefour, et ont l'intention de rouvrir Tía SA en commençant par Buenos Aires.